# Malataja
Malataja es una localidad del municipio de Valdeprado del Río (Cantabria, España).  La localidad se encuentra a 1100 metros de altitud sobre el nivel del mar, y a 7,8 kilómetros de la capital municipal, Arroyal. En el año 2024 contaba con una población de 14 habitantes (INE). Pertenece al concejo de Los Riconchos junto con las localidades de Laguillos y Bustidoño.

## Paisaje y naturaleza
Nos remitimos nuevamente a la descripción del entorno de los demás pueblos de los “Riconchos”, con alturas medias cercanas a los 1000 metros de altitud, aspecto despoblado de arbolado, extensas praderías y buenas panorámicas de la zona.

## Patrimonio histórico
La mejor iglesia de los Riconchos es esta parroquial de Malataja de advocación a San Bartolomé. Consta de una sola nave con cabecera de recia sillería y un total dominio del muro sobre el vano, con única apertura en la portada del frente, de un gusto clásico y sencillo de cierta elegancia. Este elemento nos da la clave de su edificación a finales del siglo XVI. La espadaña es posterior. Se adosa en perpendicular a la nave y a la cabecera, resultando muy vistosa desde la parte trasera por la disparidad de volúmenes que se concentran en unos pocos metros cuadrados. Tiene interés el retablo mayor, que se construyó en el año 1745 reaprovechando parte de las piezas de otro anterior del siglo XVI. Contiene imágenes de valor, también del siglo XVIII.